# Syndrome vestibulaire
Le syndrome vestibulaire est la manifestation clinique d'une atteinte du système vestibulaire, un organe sensoriel périphérique composé du labyrinthe postérieur (canaux semi-circulaires, utricule, et saccule), du nerf vestibulocochléaire, et de ses noyaux encéphaliques.

## Diagnostic
Le syndrome vestibulaire se manifeste par trois symptômes principaux.

### Vertige
Le vertige est défini par une sensation erronée de mouvement de l'environnement par rapport au sujet, ou du sujet par rapport à l'environnement. Il est rotatoire, et s'accompagne de signes végétatifs : pâleur, sueurs, nausées, vomissements. Il convient de le distinguer d'une sensation d'ébriété, d'une lipothymie, d'une faiblesse musculaire aiguë.

### Troubles du tonus musculaire
Ils se manifestent par une instabilité de la station debout :
- le signe de Romberg peut être positif (il consiste à mettre le patient debout, les yeux fermés, bras le long du corps : il se produit alors des mouvements d'instabilité puis une chute du côté atteint). La trajectoire du sujet lors de l'exécution de quelques pas en avant puis en arrière (yeux fermés) est qualifiée de « marche en étoile » ;
- le test de déviation des index consiste à faire tendre les bras et les index, yeux fermés : les index dévient alors lentement de leur position initiale, vers le côté atteint dans le cadre d'une atteinte déficitaire de l'oreille (ce qui ne sera pas le cas d'une atteinte centrale ou d'une hyperexcitabilité du labyrinthe) ;
- les tests de la marche en étoile ou encore le test de Fukuda sont d'appréciation plus franche.

### Nystagmus
Le nystagmus est un mouvement d'oscillation involontaire et saccadé du globe oculaire. Dans le syndrome vestibulaire, la secousse lente est dirigée vers le côté malade, puis la secousse rapide « rattrape » ce décalage, battant du côté sain. Le sens du nystagmus est donné par la secousse rapide. Il s'examine mieux à l'aide de lunettes de Frenzel, qui inhibent la fixation oculaire, cette dernière altérant la manifestation du nystagmus. On utilise plus volontiers de nos jours, des lunettes de vidéonystagmoscopie reliées par fréquences radio au capteur d'un moniteur qui donne une image « en direct » du nystagmus, bien plus élaborée que celle obtenue sous lunettes de Frenzel. En cas de difficultés diagnostiques, une vidéonystagmographie peut être proposée.
Le syndrome vestibulaire périphérique est homogène (la chute au test de Romberg, la déviation des index, et la secousse lente du nystagmus se font du même côté).

## Bilan du syndrome vestibulaire
Le diagnostic est complété par un bilan étiologique :
- interrogatoire : notion de traumatisme crânien, d'épisodes antérieurs similaires, déroulement exact de la crise, signes d'accompagnement (céphalées, acouphènes, plénitude d'oreille, surdité), prise de médicaments neurotropes voire ototoxiques ;
- otoscopie ;
- acoumétrie ;
- examen neurologique complet (recherche d'un syndrome cérébelleux, de signes d'hypertension intracrânienne, de déficit focal, etc.) ;
- examen somatique complet ;
- quelques examens complémentaires systématiques : vidéonystagmographie, audiométrie, impédancemétrie (comprenant la tympanométrie et la recherche des réflexes stapédiens).

## Classification
Le syndrome vestibulaire peut être subdivisé, selon la localisation du dysfonctionnement, en périphérique ou central,.

### Périphérique
Le syndrome vestibulaire périphérique est causé par des dysfonctionnements au niveau des canaux semi-circulaires, du vestibule (utricule et saccule), ou du nerf vestibulaire. Les principales causes de syndrome vestibulaire périphérique sont :
- le vertige paroxystique positionnel bénin (VPPB) ;
- la maladie de Ménière ;
- la névrite vestibulaire ;
- la labyrinthite.
- le syndrome de déhiscence du canal semi-circulaire supérieur.

### Central
Le syndrome vestibulaire central est causé par des dysfonctionnements au niveau des centres d'équilibre du système nerveux central (SNC), souvent à partir d'une lésion du tronc cérébral ou du cervelet.

## Causes principales

### Causes périphériques

#### Vertige paroxystique positionnel bénin
C'est la mobilisation d'otolithes dans un des 3 canaux semicirculaires. La plupart du temps, Il n'y a pas de signe auditif associé. Un VPPB dure de quelques secondes à une a deux minutes.

#### Maladie de Menière
La maladie de Menière est dédiée à Prosper Menière qui, contrairement à l'idée reçue n'a pas décrit ce syndrome mais une labyrinthite qui n'a rien de commun avec la maladie qui porte son nom.
La maladie de Ménière, ou hydrops labyrinthique, a pour origine des troubles de l’homéostasie du liquide endolymphatique. La triade grand vertige rotatoire, acouphènes, hypoacousie est caractéristique mais elle peut se présenter sous des formes plus frustes.
Le traitement est d'ordre médical : antivertigineux, corticothérapie, diurétique, etc.
On peut faire appel à la rééducation en fin de crise pour accélérer le retour à la normale. Bien sûr, la rééducation ne peut agir sur le phénomène pressionnel.
En cas d'échecs thérapeutiques répétés, il existe un traitement chirurgical qui consiste à lever la pression intralabyrinthique par décompression du sac endolymphatique ; en cas de rechute, on peut proposer une neurectomie vestibulaire ou une destruction du labyrinthe par voie trans-tympanique avec de la gentamicine (ototoxique).
La neurectomie vestibulaire n'est toutefois pas sans effet : elle provoque la perte totale et définitive de l'audition de l'oreille opérée. Cette voie thérapeutique est exceptionnelle.

#### Névrite vestibulaire
La névrite vestibulaire (ou neuronite vestibulaire) est une atteinte du système vestibulaire unilatérale, brutale et isolée. Elle est probablement d'origine virale, (réactivation du virus de l'herpès à partir du ganglion vestibulaire) mais peut être d'origine micro-ischémique.
Cliniquement, l'installation des symptômes vertigineux est rapide, et parfois associée à des signes neurovégétatifs (nausées, palpitations…) pouvant être explosifs. Il n'y a pas souvent de signes auditifs associés (sensation de vide auditif, sifflements, acouphènes…).
La crise dure en général quelques jours.
Sa fréquence dans la population reste inconnue, elle affecte les deux sexes, vers 40-50 ans.
L'inflammation du nerf vestibulaire est suivie de démyélinisation et de perte de fonction qui n'est pas toujours réversible. L'augmentation des niveaux plasmatiques de fibrinogène et de la CRP dans la phase aiguë, l'allongement de la latence des ondes et de l'intervalle I - III aux potentiels évoqués du tronc cérébral et la prise accrue de signal dans le nerf vestibulaire et le ganglion de Scarpa en IRM avec gadolinium confirment la nature inflammatoire du processus. Un modèle animal de névrite vestibulaire avec inoculation rétroauriculaire du Herpes virus chez la souris, les résultats histologiques sur les rochers d'individus ayant eu une névrite vestibulaire et l'infection par le virus influenzae A des cultures de cellules de Schwann suggèrent l'infection virale comme cause étiologique principale.

#### Neurinome de l'acoustique
À l'inverse de la névrite vestibulaire qui est d'apparition rapide, le neurinome de l'acoustique est le type même du syndrome vestibulaire déficitaire d'installation progressive. La tumeur sur la gaine de Schwann naît au niveau du ganglion de Scarpa, dans le conduit auditif interne et le plus souvent sur la branche inférieure du nerf vestibulaire.

### Causes centrales
- Sclérose en plaques,
- Tumeur cérébrale,
- Malformation d'Arnold-Chiari,
- Syndrome de Wallenberg...